# Lin Junmin
Lin Junmin (chiń. 林俊敏; pinyin Lín Jùnmǐn; ur. 31 sierpnia 1996 r. w Zhejiangu) – chiński strzelec specjalizujący się w strzelaniu z pistoletu szybkostrzelnego, dwukrotny mistrz świata, srebrny medalista igrzysk azjatyckich.
W 2018 roku na igrzyskach azjatyckich w Dżakarcie zdobył srebrny medal w konkurencji pistoletu szybkostrzelnego na dystansie 25 metrów. We wrześniu tego samego roku został mistrzem świata w Changwonie w zawodach indywidualnych, jak i drużynowych razem z Zhang Jian i Yao Zhaonan.